# Aleksandr Ivanov (football)
Aleksandr Ivanovitch Ivanov, ou plus simplement Aleksandr Ivanov, né le 14 avril 1928 à Leningrad et mort le 29 mars 1997 dans la même ville, est un footballeur international soviétique, évoluant au poste de milieu de terrain ou d'attaquant dans les années 1950.

## Biographie
Surnommé « le maître du sport » et joueur emblématique du Zenit Leningrad dans les années 1950, Aleksandr Ivanov est sélectionné à cinq reprises pour la sélection nationale soviétique. Il participe ainsi à la Coupe du monde de 1958 et y marque un but. Ivanov impressionne ses contemporains par sa vitesse, ses mouvements rapides, et ses bons contrôles.
Après cette Coupe du monde, il est nommé capitaine de son club. Arrêtant sa carrière en 1960, alors que l'URSS est sacrée championne d'Europe, Ivanov entraîne par la suite quelques clubs soviétiques amateurs.

## Statistiques
| Saison                | Club                  | Championnat           | Championnat | Championnat | Coupe(s) nationale(s) | Coupe(s) nationale(s) | Total | Total |
| Saison                | Club                  | Division              | M.          | B.          | M.                    | B.                    | M.    | B.    |
| 1950                  | Zénith Léningrad      | D1                    | 36          | 14          | 2                     | 1                     | 38    | 15    |
| 1951                  | Zénith Léningrad      | D1                    | 27          | 5           | 3                     | 0                     | 30    | 5     |
| 1952                  | Zénith Léningrad      | D1                    | 13          | 5           | 2                     | 1                     | 15    | 6     |
| 1953                  | Zénith Léningrad      | D1                    | 19          | 4           | 1                     | 0                     | 20    | 4     |
| 1954                  | Zénith Léningrad      | D1                    | 24          | 4           | 4                     | 0                     | 28    | 4     |
| 1955                  | Zénith Léningrad      | D1                    | 17          | 3           | -                     | -                     | 17    | 3     |
| 1956                  | Zénith Léningrad      | D1                    | 17          | 4           | -                     | -                     | 17    | 4     |
| 1957                  | Zénith Léningrad      | D1                    | 22          | 3           | 2                     | 2                     | 24    | 5     |
| 1958                  | Zénith Léningrad      | D1                    | 15          | 2           | 1                     | 0                     | 16    | 2     |
| 1959                  | Zénith Léningrad      | D1                    | 21          | 2           | 1                     | 0                     | 22    | 2     |
| 1960                  | Zénith Léningrad      | D1                    | 9           | 1           | -                     | -                     | 9     | 1     |
| Total sur la carrière | Total sur la carrière | Total sur la carrière | 220         | 47          | 16                    | 4                     | 236   | 51    |